# Dzjanyisz Aljakszejevics Rutenka
Dzjanyisz Aljakszejevics Rutenka (belarusz írással: Дзяніс Аляксеевіч Рутэнка; Minszk, 1986. február 14. –) fehérorosz válogatott kézilabdázó, jobbszélső.

## Pályafutása

### Klubcsapatokban
Szülővárosának csapatában, az Arkatron Minszkben kezdte pályafutását. A 2002-2003-as szezon végén bajnokságot és kupát nyert a csapattal. A 2004-2005-ös idényt Olaszországban, az AS Conversano együttesénél töltötte, majd Szlovéniába igazolt a Slovenj Gradec csapatába. 2008-ban visszatért hazájába, a Dinamo Minszk csapatában folytatta pályafutását. Dinamóval öt bajnokságot és két kupagyőzelmet ünnepelhetett, valamint a 2012-2013-as szezonban szerepelt a Bajnokok Ligája főtábláján is egy évvel korábban pedig az EHF-kupa negyeddöntőjébe. 
A Dinamo 2014-ben csődbe ment, Rutenka pedig a Meskov Breszthez igazolt. 2014-ben, 2015-ben, 2016-ban, 2017-ben és 2018-ban bajnoki címet nyert a csapattal.

### A válogatottban
A fehérorosz válogatottal részt vett a 2013-as világbajnokságon és a 2014-es Európa-bajnokságon. 93 válogatott mérkőzésén 246 alkalommal talált az ellenfelek kapujába.

## Család
Testvére, Szjarhej Rutenka szintén válogatott kézilabdázó volt.

## Sikerei, díjai
- Fehérorosz bajnok: 2003, 2009, 2010, 2011, 2012, 2013, 2014, 2015, 2016, 2017, 2018
- Fehérorosz kupagyőztes: 2003, 2010, 2013, 2014, 2015, 2016, 2017, 2018